# Люди нашого колгоспу
«Люди нашого колгоспу» — радянський художній фільм 1940 року, знятий режисерами Аташесом Ай-Артяном і Наумом Дукором на Єреванській кіностудії.

## Сюжет
Сюжет фільму оповідає про те, як здійснювалася мрія тракториста стати льотчиком.

## У ролях
- Тагуї Асмік — Сона Таті
- Фаддей Сар'ян — Хечян
- Вардан Мірзоян — лікар
- Гурген Габрієлян — репортер
- Орі Буніатян — продавець газет
- Мурад Костанян — комірник
- Татул Ділакян — Татул
- Анатолія Єгян — Назі
- Анна Мкртумян — Алмаст
- Гаррі Мушегян — Мікаел
- Гурген Джаноян — Арто
- Дора Агбалян — Нуне
- Артемій Арутюнян — колгоспник
- П. Вагенгейм — Петров
- К. Мелікян — Седа
- Азат Шеренц — Симон

## Знімальна група
- Режисери — Арташес Ай-Артян, Наум Дукор
- Сценарист — Сергій Паязат
- Оператори — Іван Дільдарян, Гарегін Арамян
- Композитор — Ашот Сатян
- Художник — Сергій Арутч'ян